# ジャルギリス・アリーナ
ジャルギリス・アリーナ（Žalgirio Arena）はリトアニア・カウナスにある多目的アリーナ。2011年の完成当初からBCジャルギリスの試合会場として使用されるほか、コンサートやアイスホッケー、ハンドボールなどのイベントに対応できる。
2011年に開催されたユーロバスケットでは決勝などが行われた。2023年にはユーロリーグのファイナルフォーが開催。2021年には当地でFIFAフットサルワールドカップ決勝が開催。ただしFIFAの規定により期間中はカウナス・アリーナと呼ばれた。